# Guangxu
Guangxu (chino tradicional: 光緒, chino simplificado: 光绪, pinyin: Guāngxù, Wade-Giles: Kuang-hsü, AFI: [ ku̯ɑŋ˥ɕɨ˥˩ ]; 14 de agosto de 1871 - 14 de noviembre de 1908), de nombre personal Zaitian, fue el undécimo emperador chino de la dinastía Qing, y el noveno en gobernar propiamente sobre China, y penúltimo Emperador de China antes de convertirse en República bajo el reinado de su sobrino  Pu Yi último emperador de China. Su reinado duró desde 1875 a 1908, aunque en la práctica, gobernó sin la influencia de la emperatriz viuda Cixí solo desde 1889 a 1898. Inició la Reforma de los Cien Días, pero esta fue abruptamente detenida cuando la emperatriz lanzó un golpe de Estado en 1898, después del cual el emperador Guangxu fue puesto bajo arresto domiciliario hasta su muerte. Su nombre de reinado significa "sucesión gloriosa".

## Ascenso al trono y educación
Zaitian fue el segundo hijo de Yixuan, y su primera esposa Wanzhen, una joven hermana de la emperatriz Cixí. El 12 de enero de 1875, el primo de Zaitan, el emperador Tongzhi, murió sin un hijo para sucederlo. Rompiendo la costumbre imperial en la que un nuevo emperador debía de ser una generación posterior a la del emperador anterior, los candidatos al trono fueron considerados de la generación del emperador Tongzhi. La emperatriz viuda Ci'an sugirió escoger uno de los hijos del Príncipe Gong para ser el próximo emperador, pero fue rechazada por su co-regente, la emperatriz viuda Cixi. En su lugar, Cixí nominó a Zaitian (su sobrino). Finalmente el clan imperial estuvo de acuerdo con su elección porque Zaitian era más joven que otros niños adoptables de la misma generación.
Zaitian fue nombrado heredero y sucesor de su difunto tío, el emperador Xianfeng, en lugar de su primo y predecesor, el emperador Tongzhi para mantener la ley de sucesión padre-hijo. Ascendió al trono a los cuatro años de edad y adoptó el nombre de "Guangxu", por lo tanto, se le conoce como el "Emperador Guangxu". Fue adoptado por Cixí que se mantuvo como regente bajo el título de "Santa Madre, Emperatriz viuda" (聖母皇太后) y por la co-regente Ci'an llamada "Madre emperatriz, emperatriz viuda" (母后皇太后).
La emperatriz Cixí se ocupó de organizar la educación del emperador en un intento de convertirlo en un candidato aceptable en la decadente política imperial que había vivido China desde la primera guerra del Opio. A partir de 1876, el emperador Guangxu fue educado por Weng Tonghe, que había estado involucrado en la desastrosa educación del emperador Tongzhi, aunque de alguna manera había sido exonerado de todos los posibles errores. Weng inculcó en el emperador Guangxu un deber de fidelidad hacia la emperatriz Cixí y Ci'an.

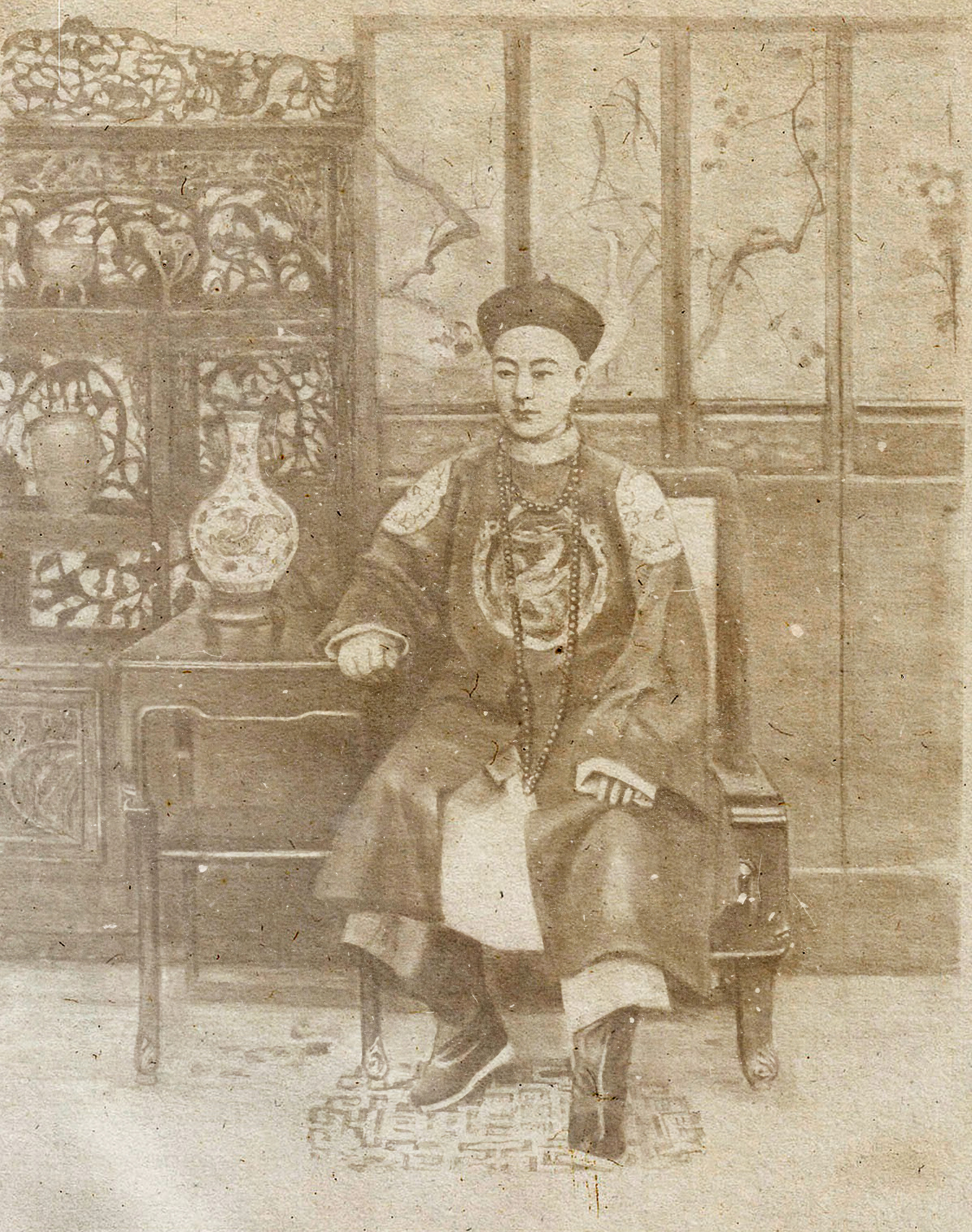
Retrato del emperador Guangxu. Ilustración.[https://historum.com/history-pictures/guangxu-emperor-%E5%85%89%E7%B7%92%E5%B8%9D-china-19th-century-illustration.518/

En 1881, cuando el emperador tenía nueve años, la emperatriz viuda Ci'an falleció inesperadamente, dejando a la emperatriz viuda Cixí como única regente para el niño. En los diarios de Weng, durante esos días, Guangxu fue reportado con los ojos hinchados, tenía poca concentración y buscaba el consuelo de su tutor. Weng también expresó su preocupación de que era Cixí la que padecía en su estado de salud y no Ci'an. Durante este período los eunucos imperiales a menudo abusaban de su influencia sobre el joven emperador, que había comenzado a celebrar audiencias por su cuenta como un acto de necesidad.

## Tomando las riendas del poder
En 1887, el emperador Guangxu era lo suficientemente mayor para comenzar a gobernar por derecho propio, pero el año anterior, varios cortesanos incluyendo a Yixuan y Weng Tonghe habían pedido a la emperatriz viuda Cixí que pospusiera su retiro de la regencia. A pesar de permanecer como regente, para 1886 el emperador Guangxu había empezado a escribir comentarios en los memoriales al trono. En la primavera de 1887, participó en su primera ceremonia de arado de campos y para finales de año había comenzado a gobernar bajo la supervisión de Cixí.
Finalmente, en febrero de 1889, en preparación para el retiro de Cixí, el emperador Guangxu contrajo matrimonio. A pesar del disgusto del emperador, Cixí seleccionó a su sobrina Jingfen, que pasaría a ser conocida como emperatriz Longyu y a un par de hermanas, que se convirtieron en las consortes Jin y Zhen para ser las concubinas del emperador. A la semana siguiente, con el emperador casado, Cixí se retiró de la regencia.

## Años en el poder
Incluso después de que el emperador empezara a gobernar formalmente, la emperatriz viuda Cixí continuó influyendo en sus decisiones y acciones, a pesar de residir durante varios meses al año en el Palacio de Verano. Según los informes de Weng Tonghe, este observó que mientras el emperador asistía a los asuntos estatales cotidianos, en casos más difíciles el emperador y el Gran Concilio buscaban el consejo de Cixí. De hecho, el emperador a menudo viajaba al Palacio de Verano para presentar sus respetos a su tía y discutir con ella los asuntos del estado.
En marzo de 1891, el emperador Guangxu recibió a los ministros de relaciones exteriores de China en una audiencia en el "Pabellón de la Luz Púrpura", en lo que ahora es parte de Zhongnanhai, algo que también había sido hecho por el Emperador Tongzhi en 1873. Ese verano, bajo la presión de las legaciones extranjeras y en respuesta a las revueltas en el valle del río Yangtze dirigidas a los misioneros cristianos, el emperador emitió un edicto que ordenaba que los cristianos fueran puestos bajo protección estatal.
Guangxu siempre tuvo un carácter débil, algo en parte lógico en alguien tan joven que hubo de hacer frente a un Imperio en decadencia asediado por las potencias occidentales y sobre todo por el creciente imperio japonés que había ya comenzado su expansión. Su relación con la emperatriz Cixí fue siempre muy íntima, ya que la quiso como una madre durante su vida. 
De su reinado es característico el período de "los cien días de las reformas", en que el emperador Guangxu, influido por ministros de tendencia projaponesa llevó a cabo toda una serie de reformas, muchas de ellas muy radicalizadas y que conllevaban una occidentalización del imperio, como había hecho Japón años atrás, hecho que llevó a su tía, la emperatriz Cixí a aliarse con ministros contrarios a dichas leyes y las órdenes militares y provocar un asalto al poder para detener a su sobrino. Así, Guangxu quedó relegado del poder, encerrado en su propio palacio, aunque cabe decir que estudios recientes han demostrado que el emperador nunca odió a su tía por dicho golpe de Estado, al contrario siempre estuvo muy apegado a ella, como su protectora. 
Otra característica de su reinado fue la rebelión de los bóxers, basada en una rebelión de miembros de los grupos más conservadores, descontentos con la gran influencia y poder que estaban tomando las compañías occidentales en China. Los bóxers protagonizaron movimientos violentos y atentados contra las propias delegaciones. La consecuencia más directa fue el asedio de Pekín de 1900 por las tropas occidentales, que obligó al propio emperador Guangxu y su tía a huir de la Ciudad Prohibida hacia Xi'an para salvar la vida. 
Poco tiempo después de aquello, el emperador que no llegaba a los 40 años, sumido en una profunda depresión y desconsuelo por su agotamiento anímico por todo lo que estaba ocurriendo en China, murió. Minutos después de su muerte, la emperatriz Cixí eligió sucesor al trono a un miembro de la familia real que solo contaba tres años de edad, Puyi. 
Los acontecimientos de esta época, desde un punto de vista occidental, fueron plasmados en la novela Hombres de Dios de Pearl S. Buck.
En 2008, Anchee Min publicó La última emperatriz, donde se muestra de forma clara el reinado del emperador Guangxu en los ojos de la emperatriz Cixí y el tipo de relación que tuvieron tía-sobrino hasta la muerte del emperador.

## Distinciones honoríficas
- Caballero gran cruz de la Real Orden de Kamehameha I (Reino de Hawái, 1882).[1]
- Caballero de la Orden del Águila Negra (Reino de Prusia, 22/06/1898).[1]
- Caballero gran cruz de la Orden del Águila Roja con brillantes (Reino de Prusia, 22/06/1898).[1]
- Caballero gran collar de la Suprema Orden del Crisantemo (Imperio del Japón).[1]